# Elpidios
Elpidios (gr. Ἐλπίδιος) – bizantyński uzurpator w latach 781-782 na Sycylii.

## Życiorys
Był bizantyńskim  gubernatorem Sycylii. W 781 wzniecił powstanie w Syrakuzach skierowane przeciw cesarzowej Irenie. Oddziały z Peloponezu wierne Irenie, stłumiły tę rebelię. Elpidios uciekł do Afryki Północnej. Następnie był używany przez Abbasydów do kampanii przeciw cesarstwu bizantyńskiemu. 